# تيريباي ماي
تيريباي ماي (بالإنجليزية: Terepai Maea)‏ (مواليد 14 مايو 1967) هو ملاكم من جزر كوك، مثّل بلاده في الألعاب الأولمبية الصيفية 1988.

## روابط خارجية
تيريباي ماي على موقع أوليمبيديا (الإنجليزية)